# Hänsel und Gretel (1987)
Hänsel und Gretel (Originaltitel: Hansel and Gretel) ist ein Märchenfilm des amerikanischen Regisseurs Len Talan aus dem Jahr 1987. Er wurde aufwändig für die amerikanische Märchenfilmreihe „Cannon Movie Tales“ produziert.

## Handlung
Seit jeher werden die nördlichen Wälder von den Dorfbewohnern gemieden. Es heißt, darin leben Monster, Geister, Ungeheuer und Hexen. Hänsel und Gretel wohnen mit ihrem Vater Stefan und ihrer Mutter Maria in einem kleinen Häuschen, gleich am Rande dieses dunklen Waldes. Sie haben kaum etwas zu essen, und so fristen sie ein karges Leben. Der Vater verdient den Lebensunterhalt für die Familie als Holzfäller, wobei er das gehackte Holz an andere Leute im Dorf weiterverkauft, so unter anderem an den Bäcker, der ihm allerdings immer wieder den vereinbarten Lohn vorenthält und ihm somit nur einen Bruchteil ausbezahlt. Der Bäcker ist ein hartherziger und arroganter Mann, der Stefan erklärt, dass er das Holz auch selbst hacken könnte und auf seines nicht angewiesen sei, aber er habe keine Zeit dafür. Dafür gibt er Gretel ein kleines Tütchen mit Kuchenkrümeln.
Als sich die Sache mit dem Lohn wiederholt, reagiert seine Ehefrau wütend und wirft ihm vor, einfältig und dumm zu sein. Am nächsten Tag zieht der Vater los, um das Geld vom Bäcker komplett einzustreichen. An ebendiesem Morgen kommt der Nachbar der Familie vorbei, um einen großen Krug Milch und einen Korb voller Eier vorbeizubringen, und stellt im Gespräch mit der Frau fest, dass der Holzfäller ein guter Nachbar und guter Mensch sei. Ebenso erwähnt er, dass vor wenigen Tagen erneut ein Kind in den nördlichen Wäldern verschwunden sei, und er vermute, dass der Junge nie wieder gesehen werden würde.
Die Mutter backt daraufhin mit den Eiern und der Milch einen Eiercremekuchen und geht, nachdem das erledigt ist, los, um Beeren zu sammeln. Hänsel geschieht allerdings ein Missgeschick: Als er den Esel füttert, vergisst er, den Verschlag des Esels zu schließen, woraufhin er ins Haus kommt. Hänsel und Gretel tanzen ausgelassen im Nebenraum und bekommen nicht mit, dass der Esel den Kuchen frisst. Erst, als das Tier auch noch den Milchkrug herunterwirft und dieser zerbricht, kommen sie in die Küche. Just in dem Moment kommt die Mutter vom Beerensammeln zurück. Wütend durch den Esel und die Tatsache, dass die Milch ruiniert und der Kuchen weg ist, schickt sie die Kinder in den Wald, um Beeren zu pflücken, und weist sie streng und verärgert an, erst zurückzukommen, wenn die Körbe voll sind.
Sie laufen in den Wald, der immer dichter und dichter wird. Bald verschwindet das Sonnenlicht hinter den Blättern. Hänsel streut Brotkrumen auf dem Weg, damit sie den Heimweg wieder finden. Die Brotkrumen werden bald von einem hungrigen Vogel gefressen. Sie verbringen die Nacht im Wald, wo sie unheimliches Lachen hinter den Bäumen vernehmen.
Auch die Mutter, die bereits gemerkt hat, dass ihre Kinder nicht mehr nach Hause kommen, erzählt es dem Vater. Voller Verzweiflung laufen sie in den Wald, um ihre Kinder zu finden. Sie rufen nach ihnen, doch der dichte Wald lässt kaum einen Laut hindurch.
Am nächsten Morgen erwachen Hänsel und Gretel. Sie gehen weiter und kommen bald an ein Haus, welches ganz aus Zucker und Naschereien gemacht ist. Voller Freude machen sie sich über diesen Zuckerberg her. Plötzlich kommt eine alte Frau aus dem Haus. Es ist die gute Großmutter Griselda, die in diesem Häuschen lebt. Sie bittet die Kinder herein und gibt ihnen reichlich zu essen. Dann bekommen beide ein Zimmer für die Nacht.
In der Nacht wird Gretel wach, hört Stimmen aus dem Keller und geht hinunter. Die alte Griselda hatte sich nur so freundlich gestellt. Sie ist eine böse Hexe, die sich von kleinen Kindern ernährt. Sie sperrt Hänsel in einen Käfig, und Gretel muss ihm jeden Tag Essen kochen. Als Hänsel dann dicker geworden ist, bindet ihn die Hexe an einen Haken und will ihn in den Ofen schieben. Doch Gretel findet bald den Zauberstab der Hexe und zaubert die Hexe damit in den Ofen. Hänsel und Gretel sind wieder frei.

## Synchronisation
Die DEFA besetzte folgende Sprecher.
| Rolle                          | Schauspieler       | Deutscher Sprecher  |
| ------------------------------ | ------------------ | ------------------- |
| Hänsel                         | Hugh Pollard       | N. N.               |
| Gretel                         | Nicola Stapleton   | N. N.               |
| Stefan (Vater)                 | David Warner       | Werner Ziebig       |
| Maria (Mutter)                 | Emily Richard      | N. N.               |
| Die Hexe (Großmutter Griselda) | Cloris Leachman    | Gudrun Okras (?)    |
| Bäckermeister                  | Warren Feigin      | N. N.               |
| Landwirt                       | Eugene Kline       | Walter Wickenhauser |
| Schmied                        | Lutuf Nouasser     | Bert Franzke        |
| Zigeunerin                     | Beatrice Shimshoni | N. N.               |
| Kasperpuppe (und seine Frau)   | -                  | N. N.               |

## Kritik
„Aufwendige Verfilmung des bekannten Volksmärchens der Gebrüder Grimm, die sich auf Handlungselemente der gleichnamigen Märchenoper von Humperdinck bezieht. Zwar werden Grausamkeiten vermieden, und der Film bietet durchaus einige optische Höhepunkte, zugleich aber knüpft er allzu hausbacken an technisch und pädagogisch überholte Märchenfilm-Produktionen der 30er Jahre an. Ergötzlich (wenngleich für kleinere Kinder recht schreckhaft): Cloris Leachman als böse Hexe.“

## Wissenswertes
- Das Budget betrug etwa 1,500,000 CAD.
- Um Geld zu sparen wurden oft zwei oder drei „Cannon Movie Tales“ gleichzeitig gedreht. „Hänsel und Gretel“ wurde gleichzeitig mit „Dornröschen“ gedreht.
- Cloris Leachman hasste Zigarettenrauch und beschwerte sich, weshalb niemand mehr am Set rauchen durfte.
- Der 12-jährige Hugh Pollard sollte in der Rolle des Hänsel den großen Bruder von Gretel darstellen, tatsächlich war jedoch seine Kollegin Nicola Stapleton ein Jahr älter als er.
- Dies war das erste und einzige Mal, dass David Warner in einem Film sang.[3]